# Hakea eneabba
Hakea eneabba (лат.) — кустарник, вид рода Хакея (Hakea) семейства Протейные (Proteaceae). Эндемик округа Средний Запад Западной Австралии.

## Ботаническое описание
Hakea eneabba — низкий сильноветвистый лигнотуберозный кустарник высотой от 0,4 до 1,5 м. Мелкие ветви могут быть гладкими или волосистыми. Листья гладкие и жёсткие, с центральной жилкой по длине листа, заканчивающимся остриём на вершине. Листья растут попеременно или обвиваются вокруг стебля длиной 30—120 мм и шириной 4—14 мм, шире в середине. Соцветие состоит из 14—18 хромово-жёлтых цветков, появляющихся в пазухах листьев в верхних ветвях. Цветоножка гладкая длиной 2—3 мм. Околоцветник от светло-желтоватого до зелёного длиной 24—27 мм. Столбик гладкий 28—31 мм в длину. Плоды расположены в пазухах листьев под углом к стеблю яйцевидной формы длиной 2,2—2,4 см и ширину 1,1—1,4 см, сужающаяся к закруглённому клюву.

## Таксономия
Вид H. eneabba был впервые официально описан Лоуренсом Хэги в 1999 году и опубликован во Flora of Australia. Назван по городу Энеабба (Западная Австралия), в окрестностях которого он растёт.

## Распространение и биология
Растет в отдельных районах Энеаббы и вокруг него, между Джералдтоном на севере и Дандараганом на юге, на глубоком песке в пустошах. Декоративный вид, который требует хорошо дренированной почвы и полного солнца.